# Sybill Storz
Sybill Storz (* 4. Juni 1937 in Leipzig) ist eine deutsche Unternehmerin. Von 1996 bis 2018 führte sie das Familienunternehmen Karl Storz Endoskope in Tuttlingen und wurde mehrfach für ihre unternehmerischen Leistungen ausgezeichnet.

## Leben

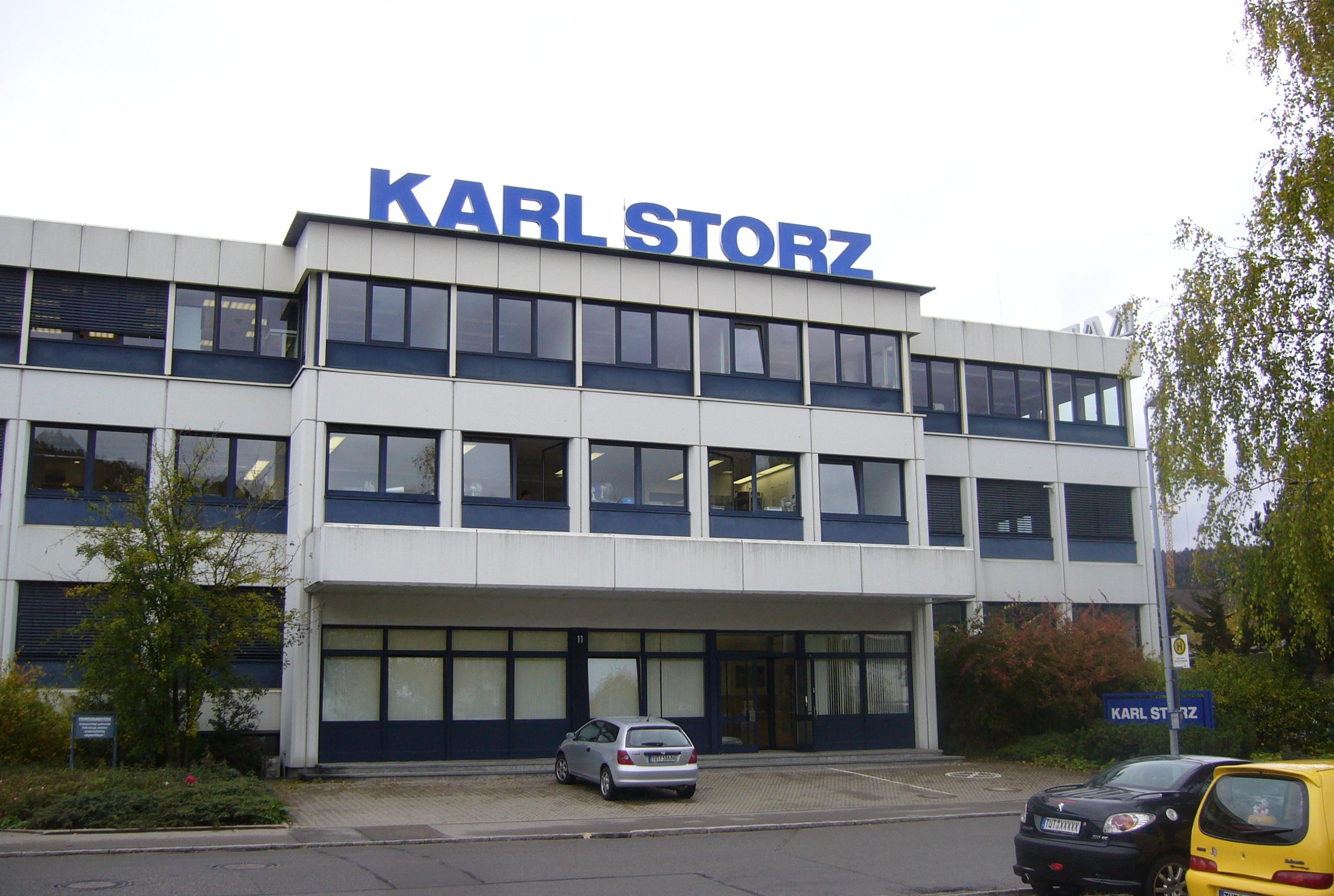
Hauptsitz von Karl Storz Endoskope in Tuttlingen (2008)

Sybill Storz wurde in einem Internat in der französischsprachigen Schweiz ausgebildet. Ende der 1950er Jahre trat sie in das familieneigene Unternehmen Karl Storz Endoskope ein und assistierte ihrem Vater, dem Gründer Karl Storz, bei der Geschäftsführung. Nach dem Tode des Vaters im Jahre 1996 übernahm Sybill Storz die Geschäftsleitung und baute das Unternehmen weiter aus. Zum 1. Januar 2019 übergab sie die Geschäftsführung an ihren Sohn Karl-Christian Storz.

## Auszeichnungen
Neben Ehrenauszeichnungen medizinischer Verbände wurde Sybill Storz auch mehrfach wegen ihrer unternehmerischen Tätigkeit und ihres sozialen Engagements ausgezeichnet. Sie erhielt 2005 den Prix Veuve Clicquot als „Unternehmerin des Jahres 2004“, die Staufermedaille des Landes Baden-Württemberg, 2004 die Rudolf-Diesel-Medaille, das Siegel der Deutschen Gesellschaft für Chirurgie, 2006 den Preis Soziale Marktwirtschaft der Konrad-Adenauer-Stiftung, den Preis „Unternehmerin des Jahres 2006“ des Europäischen Rats für Frauen, Unternehmen und Handel (CEFEC) und den Preis des französischen Staatspräsidenten Jacques Chirac für die beste Unternehmerin Europas. 2007 wurde sie zum Ritter der Ehrenlegion ernannt. 2014 wurde Sybill Storz mit dem Verdienstorden des Landes Baden-Württemberg ausgezeichnet.
Ehrendoktorwürden
Sybill Storz wurden für ihre Verdienste im medizinischen Bereich die Ehrendoktorwürden der Russischen Akademie der Medizinwissenschaften, der Eberhard Karls Universität Tübingen und der schottischen Universität Dundee verliehen.